# 中島猷一
中島 猷一（なかじま ゆういち、1945年10月25日 - ）は、マンション管理組合向けの管理組合新聞の編集発行人、著述家、都会党党首。東京都生まれ。
管理組合新聞を発行編集する傍ら、第19回参議院議員通常選挙の比例代表に、都会党から立候補しようとしたが、候補者の擁立に目処が立たず、自由連合から「自由連合都会党第1支部代表」として出馬したが、1,387票で落選。数社のマンション管理会社と懇意な関係だったといわれる。現在は所在不明。
太陽光発電四国株式会社より独立し「太陽光発電管理組合合同会社」を某病院の役員をスポンサーに愛媛県松山市内に2011/09/27に設立。
あくまで会社は「組合」を名乗り営利を目的としたものではないとしている。（実態は営利目的主義）
現在は松山市内に住んでいるものと思われる。

## 著書
- 「マンション管理実践マニュアル」（2005年、PHPビジネス選書）
- 「マンション資産を守りぬけ！」（2003年、中央公論新社）
- 「マンションの資産価値を高める本」（2000年、講談社＋α新書 ）
- 「マンションの管理革命」（1998年、講談社）

| スタブアイコン | サブスタブ | この項目は、まだ閲覧者の調べものの参照としては役立たない、文人（小説家・詩人・歌人・俳人・作詞家・作家・放送作家・随筆家（コラムニスト）・文芸評論家）に関連した書きかけの項目です。この項目を加筆・訂正などしてくださる協力者を求めています（P:文学/PJ:作家）。 |